# Attagenus
Genre
Attagenus est un genre d'insectes coléoptères de la famille des Dermestidae.

## Liste d'espèces
Selon NCBI (5 juin 2021) :
- Attagenus augustatus
- Attagenus brunneus
- Attagenus fasciatus
- Attagenus gobicola
- Attagenus hottentotus
- Attagenus pantherinus
- Attagenus pellio
- Attagenus punctatus
- Attagenus schaefferi
- Attagenus smirnovi
- Attagenus trifasciatus
- Attagenus unicolor
- Attagenus woodroffei

Selon ITIS (5 juin 2021) :
- Attagenus bicolor Harold, 1868
- Attagenus brunneus Faldermann, 1835
- Attagenus cyphonoides Reitter, 1880
- Attagenus fasciatus (Thunberg, 1795)
- Attagenus lobatus Rosenhauer, 1856
- Attagenus pellio (Linnaeus, 1758)
- Attagenus rufipennis LeConte, 1859
- Attagenus schaefferi (Herbst, 1792)
- Attagenus undulatus (Motschulsky, 1858)
- Attagenus unicolor (Brahm, 1791)